# Теневые шарики

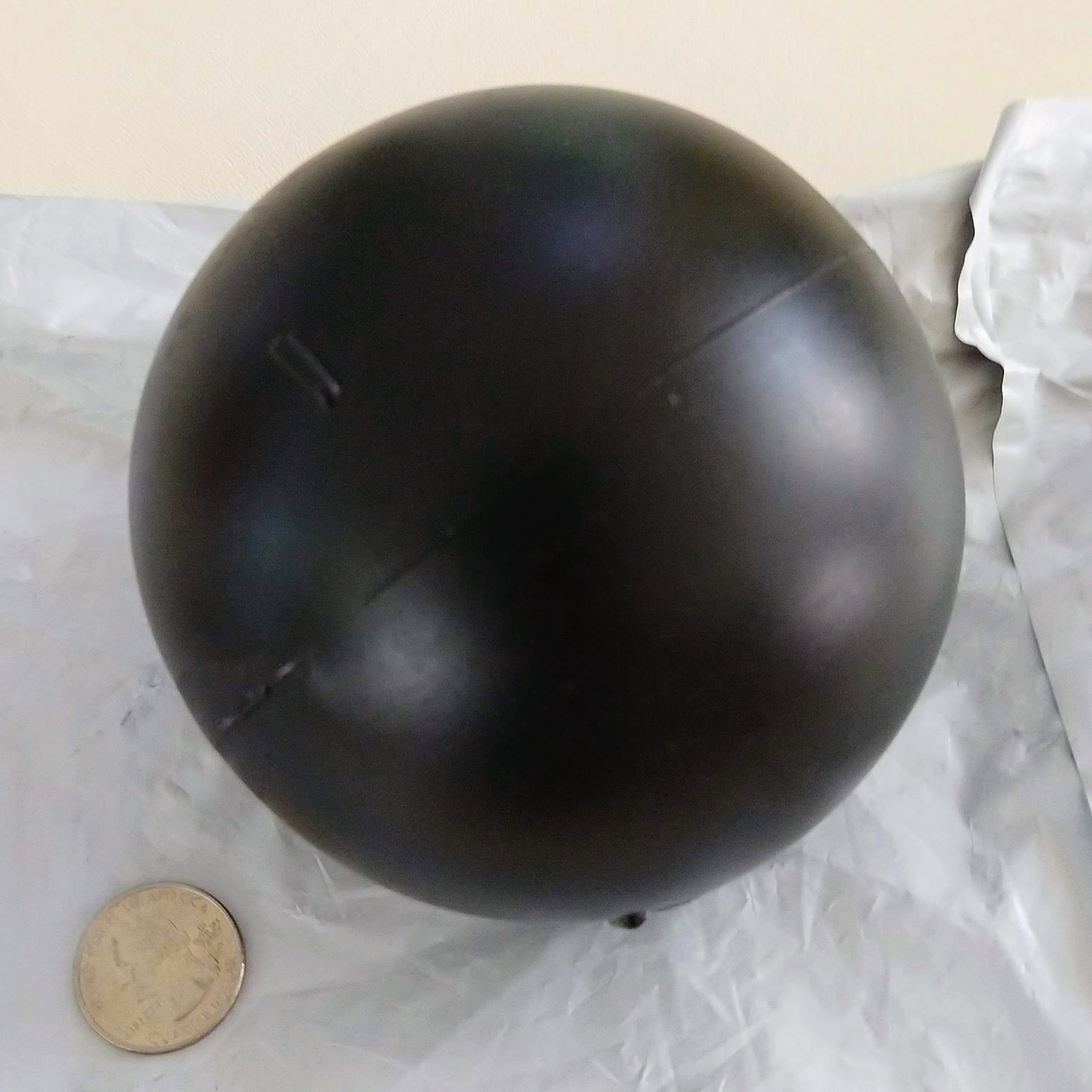
Теневой шарик.

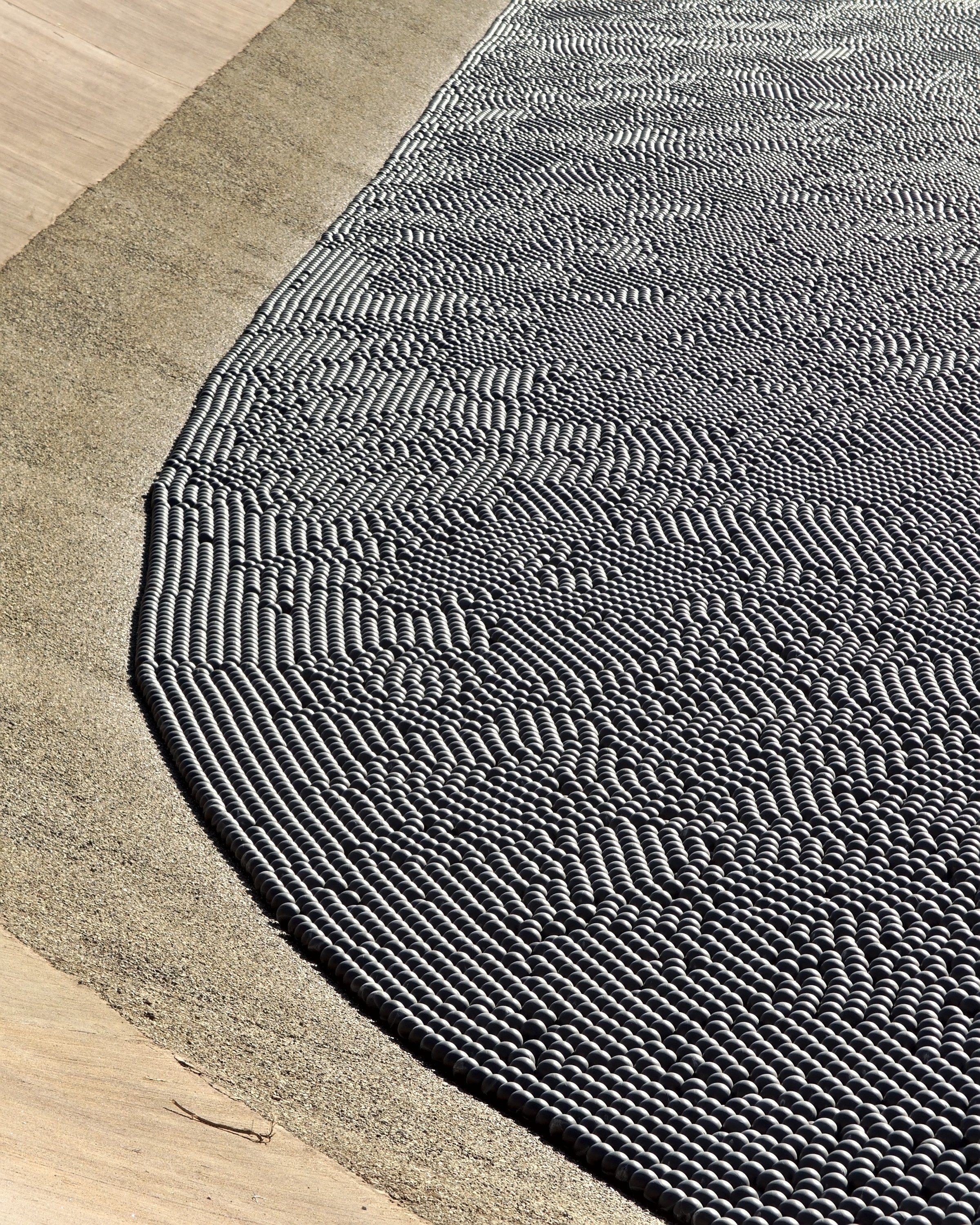
Водоём, затенённый шариками.

Теневые шарики — промышленные пластмассовые изделия круглой формы и чёрного цвета, использующиеся в больших количествах для затенения поверхностей водохранилищ.
Цели затенения могут быть разными. Водозаборные водохранилища затеняют для предотвращения образования в них опасных химических соединений под действием солнечных лучей. Водохранилища около аэропортов затеняют для того, чтобы их не облюбовывали птицы, создающие опасность для самолётов.
Изобретатель технологии затенения шариками — доктор Брайан Уайт (США).

## Строение
Теневые шарики делаются из пищевого пластика с добавлением технического углерода, который придаёт им чёрный цвет. Экологически безопасны. В шарики добавляют воду (немногим менее половины объёма), вместе с которой они весят около 250 грамм — чтобы их не уносило ветром. Промышленная цена — около трети доллара за шарик. Диаметр — 10 см. Срок службы — 10 лет, после чего шарики перерабатываются.

## Эффекты
Затенение водохранилища шариками создаёт множество разных эффектов. Оно приводит к экономии воды, так как, несмотря на чёрный цвет, способствующий нагреву верхней стороны шариков, их нижняя сторона остаётся холодной; воздух в них способствует теплоизоляции воды, а уменьшение открытой поверхности водохранилища приводит к существенному уменьшению испарения. На шариках не плавают птицы, в результате чего вода не загрязняется их помётом. В затенённой воде не размножаются водоросли. Даже сильный ветер не поднимает на поверхности затенённого водоёма волн.
В силу круглой формы, высыпаемые на воду шарики, при их достаточном количестве, образуют на поверхности квазикристаллическую, локально шестиугольную решётку. Однослойное покрытие шариками затеняет около 91 % поверхности, создавая на дне водоёма своеобразный узор. Двухслойное покрытие затеняет поверхность почти полностью.
Плавать человеку по водоёму, затенённому шариками, опасно: тяжёлые шарики сильно бьют по лицу и производят сильный шум. В двухслойном покрытии плавание вообще невозможно. Однако в них с трудом может плавать моторная лодка.
В Лос-Анджелесе применение двухслойного покрытия водохранилища водозаборной системы 96 миллионами теневых шариков, ценой по 35 центов за штуку, изначально для устранения образования в воде канцерогенных броматов, позволило сэкономить десятки миллионов долларов, одновременно повысив качество питьевой воды.